# لولوهر
لولوهر، روستایی از توابع بخش سامن شهرستان ملایر در استان همدان ایران است.

## جمعیت
این روستا در دهستان اورزمان قرار دارد و براساس سرشماری مرکز آمار ایران در سال ۱۳۸۵، جمعیت آن ۸۳۹ نفر (۲۴۹خانوار) بوده‌است.
چند تا عکس از اهالی این روستا را مشاهده کنید

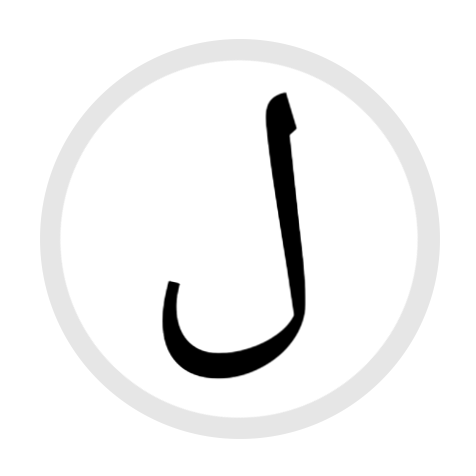
جام فوتبال نوروز،تیم

علی و حسین 1400

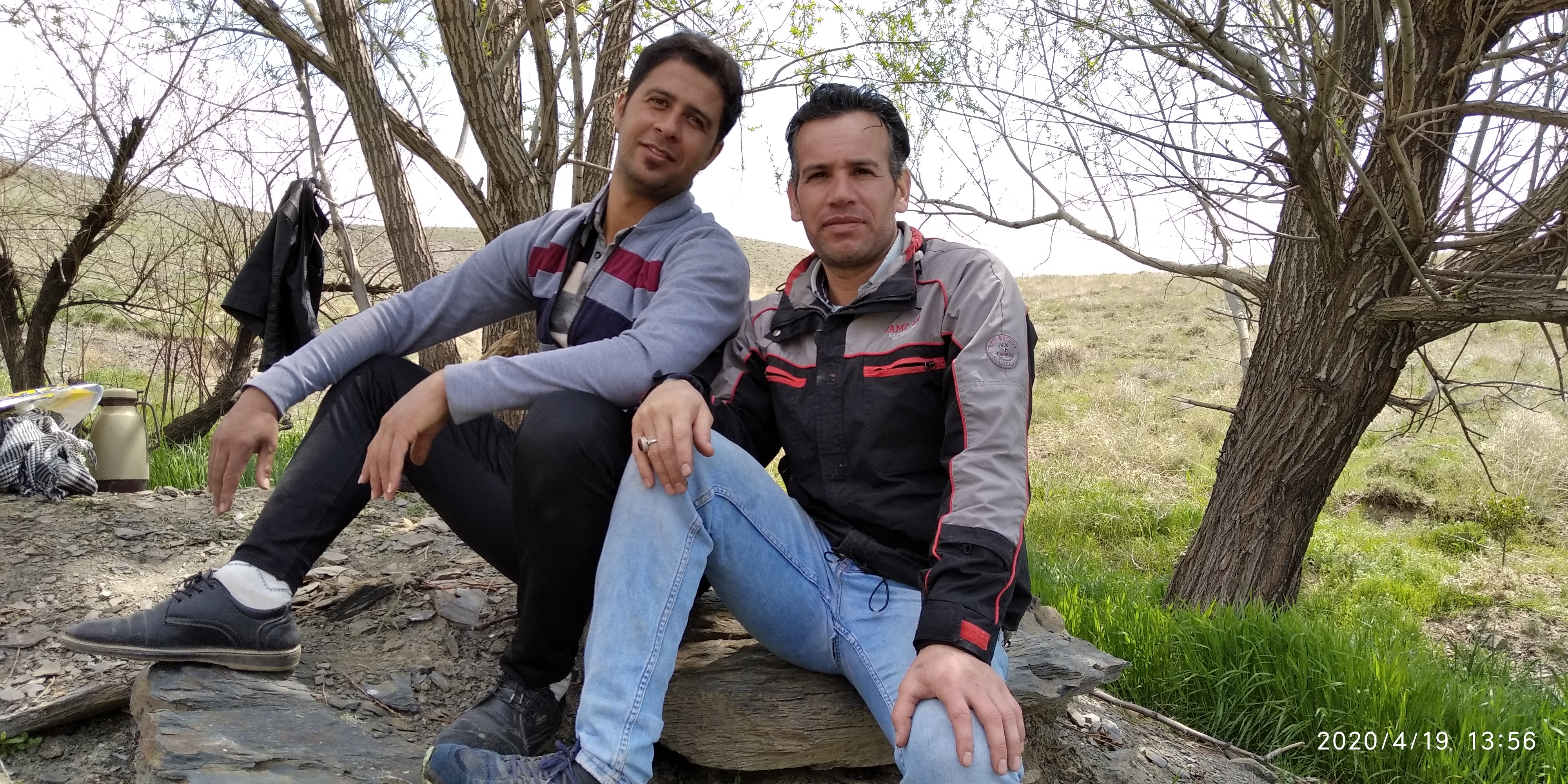
ملایر کوه های شریف آباد